# Radier
Radier este un termen din construcții sau hidrotehnică și se referă la un element de construcție în formă de placă din beton sau din beton armat (mai rar din piatră de pavaj sau din bolovani), care servește ca fundație a unei construcții hidrotehnice ori a unei căptușeli de tunel, ca fund de canal ori de bazin sau drept căptușeală pe fundul albiei, între picioarele unui pod, pentru a împiedica eroziunea.